# Sok od naranče
Sok od naranče tekući je ekstrakt ploda stabla naranče, proizveden cijeđenjem ili rezanjem naranče. Dolazi u nekoliko različitih inačica, a ponekad sadrži i pulpu, koja se može ostaviti ili ukloniti tijekom procesa proizvodnje. Sok od naranče ovisi o više čimbenika, poput vrste, sorte i sezone. 
Komercijalni sok od naranče s dugim rokom trajanja dobiva se pasterizacijom soka i uklanjanjem kisika iz njega. Osim toga, dio soka dalje se obrađuje sušenjem i kasnijom rehidracijom soka ili koncentriranjem soka i kasnijim dodavanjem vode u koncentrat.
Zdravstvena vrijednost soka od naranče je diskutabilna: ima visoku koncentraciju vitamina C, ali i vrlo visoku koncentraciju jednostavnih šećera, usporedivu s bezalkoholnim pićima. Kao rezultat toga, neki državni prehrambeni savjeti prilagođeni su kako bi se potaknula zamjena soka od naranče sirovim voćem, koje se sporije probavlja, i ograničila dnevna konzumacija.
Čaša od 250 mililitara svježeg soka od naranče sastoji se od 88% vode i sadrži 26 grama ugljikohidrata (uključujući 21 gram šećera), dva grama proteina i po 0,5 grama dijetalnih vlakana i masti. Jedna čaša sadrži 112 kalorija i 149% dnevne vrijednosti (DV) vitamina C, s umjerenim količinama (11-19% DV) kalija, tiamina i folata.

## Galerija
- Prodaja soka od naranče na ulici u Meksiku.
- Sok od naranče s pulpom.
- Sok od naranče kao dio obroka.
- Automat sa sokom od naranče.